# Estación de Ocharán
Ocharán (en euskera Otxaran) es un apeadero ferroviario clausurado situado en el barrio rural de Ocharán, perteneciente al municipio de Zalla en la comarca de Las Encartaciones (Vizcaya) en el País Vasco, España.

## Situación ferroviaria
La estación forma parte de las siguientes líneas férreas:
- Pk. 619,5 de la línea de ferrocarril de vía estrecha que une Ferrol con Bilbao, en su sección de Traslaviña a Bilbao,[2] entre las estación de Traslaviña y el apeadero de Mimétiz. Se toma Ferrol como punto de partida, lo que explica el elevado kilometraje, que es el que predomina en la señalización.
- Pk. 29,674 de la línea de ferrocarril de vía estrecha de Bilbao a Santander, en su sección de Bilbao a Traslaviña,[3] tomando Bilbao como punto de partida.

El tramo es de vía única en ancho métrico y está electrificado. La estación se encuentra a 204 metros de altitud. Se corresponde con la línea 08-780 - Santander-Bilbao La Concordia de la Red Ferroviaria de Interés General de España, administrada por el ente público Adif.

## Historia
Los orígenes de la línea están en la Compañía del Ferrocarril de Santander a Solares, cuya línea fue abierta a la explotación el 3 de marzo de 1892 en ancho ibérico entre las citadas poblaciones. En 1893 se constituyó la Compañía del Ferrocarril de Zalla a Solares, como paso previo a su integración en 1894 en la Compañía del Ferrocarril de Santander a Bilbao.  Posteriormente, Orejo (Santander) fue la estación seleccionada en la línea para la conexión con el tramo de enlace de 78 km de longitud en ancho métrico con el Ferrocarril del Cadagua, también de ancho métrico. Esta conexión a la que pertenece la estación permitiría la conexión ferroviaria entre Santander y Bilbao. Comenzado por la Compañía del Ferrocarril de Zalla a Solares, fue concluida por la Compañía de los Ferrocarriles de Santander a Bilbao, empresa constituida el 1 de julio de 1893, por fusión de las tres compañías (Santander-Solares, Zalla-Solares y Cadagua).
Finalmente, el 6 de junio de 1896 quedó establecida la conexión desde Zalla con Santander, si bien los viajes directos entre ambas capitales sólo pudieron llevarse a cabo hasta unos días después, cuando se culminó el cambio de ancho ibérico a métrico entre Santander y Solares la noche del 19 al 20 de junio de 1896. El 6 de julio de 1896 fue inaugurada oficialmente la línea entre Santander y Bilbao.
Estallada la Guerra Civil y desde el año 1936 hasta la caída de Bilbao, el 19 de junio de 1937, las instalaciones pasaron a ser gestionada por los Ferrocarriles de Euzkadi, manteniéndose el servicio durante la contienda sin interrupciones significativas. Hay que destacar que esta línea no pasó a manos de RENFE en 1941 por no ser de ancho ibérico (1668 mm). El 1 de agosto de 1962 el Estado, mediante en el ente Explotación de Ferrocarriles por el Estado (EFE) asume la explotación de las líneas de la Compañía de los Ferrocarriles de Santander a Bilbao, siendo transferida la misma a FEVE a partir de 1965.
FEVE resolvió en 1975 mantener el enlace de las líneas Bilbao-León y Bilbao-Santander en la estación de Aranguren, en lugar de la de Iráuregui, volviendo a la situación anterior a 1911. Esto permitió ahorrar tiempo en los trasbordos hacia Valmaseda desde esta estación.
El 1 de enero de 2013, se disolvió la empresa Feve en un intento del gobierno por unificar vía ancha y estrecha, encomendándose la titularidad de las instalaciones ferroviarias a Adif y la explotación de los servicios ferroviarios a Renfe Operadora, distinguiéndose la división comercial de Renfe Cercanías AM para los servicios de pasajeros y de Renfe Mercancías para los servicios de mercancías.

## La estación
Pertenece a las estaciones originales de la línea. Se accede por un camino pedregoso en rampa ascendente, no acondicionado para vehículos, desde la carretera BI-2701. El tramo dispone de Bloqueo Automático en Vía Única (BAU) con Control de Tráfico Centralizado (CTC). No existe ninguna otra estructura, salvo un antiguo refugio de hormigón sobre un andén sin acondicionar sobre un tramo en curva.